# 索洛帕卡
索洛帕卡（義大利語：Solopaca），是意大利贝内文托省的一个市镇。总面积31.03平方公里，人口4058人，人口密度130.8人/平方公里（2009年）。ISTAT代码为062073。